# Centralia (Pennsylvania)

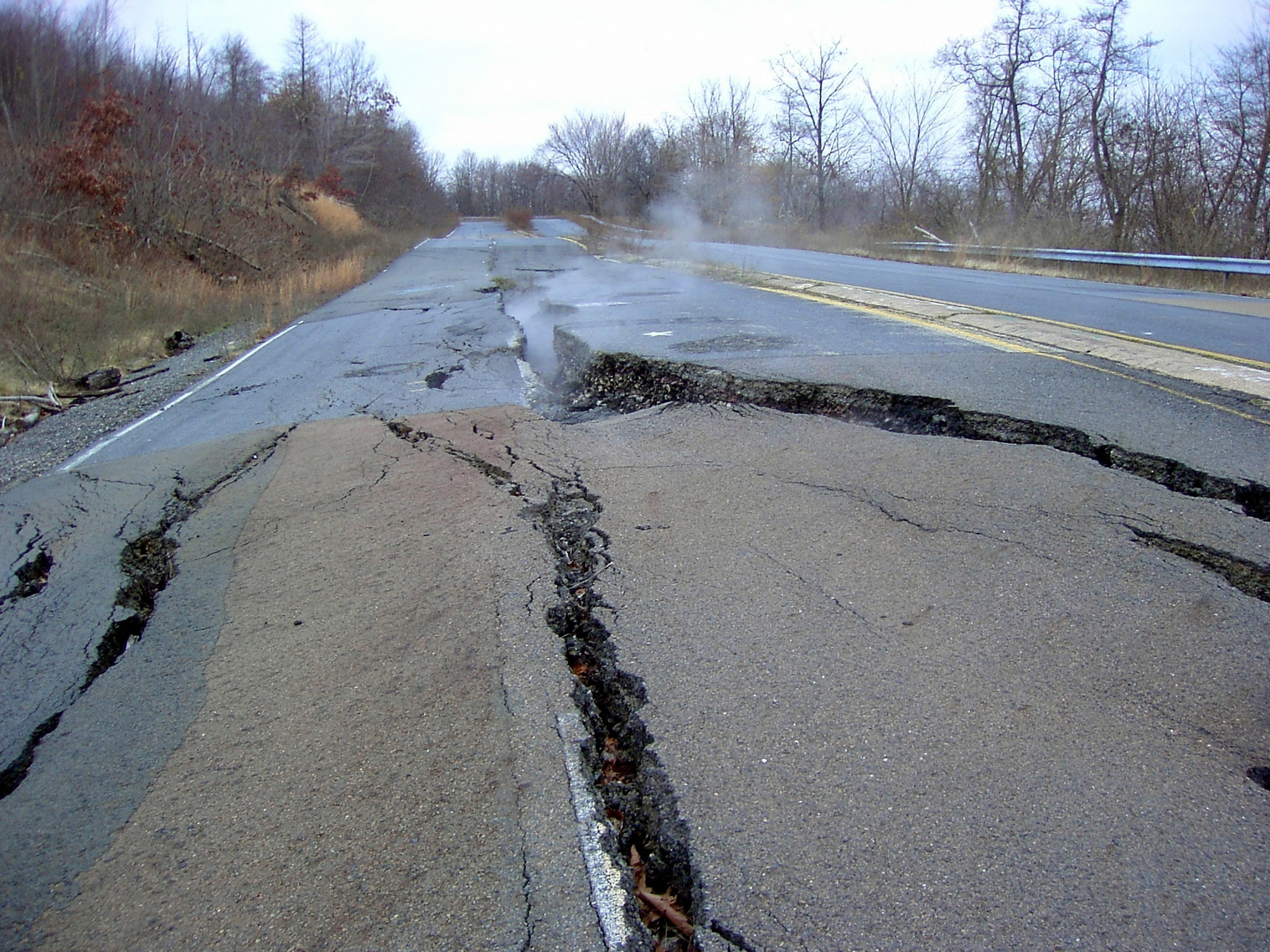
Durch das Feuer aufgerissene Straße

Centralia ist eine Gemeinde (englisch Borough) im östlichen Kohlerevier Pennsylvanias. Bei der Volkszählung 2020 wurden fünf Einwohner ermittelt. Bekannt ist Centralia vor allem für einen seit 1962 bestehenden Kohlebrand unter dem Stadtgebiet, durch den die Region nahezu unbewohnbar wurde.

## Geographische Lage
Nach den Angaben des United States Census Bureau hat der Borough eine Gesamtfläche von 0,6 km², ausschließlich Landflächen.
Innerhalb von Centralia befindet sich das östliche Ende der Pennsylvania State Route 61; die Pennsylvania State Route 42 führt in Nord-Süd-Richtung durch die Stadt.

## Geschichte

### Frühe Besiedlungsphase
Johnathan Faust eröffnete 1841 Bull’s Head Tavern. 1854 zog der Bau- und Bergingenieur Alexander W. Rea hierher, ein Angestellter der Locust Mountain Coal and Iron Company. Er legte ein Straßennetz an. Der Ort erhielt wegen seiner Lage den Namen Centreville, den er bis 1865 trug. In dem Jahr eröffnete der U.S. Postal Service ein Postamt und dabei wurde der Name Centralia festgelegt. 1866 wurde Centralia als Borough inkorporiert.
Die Anthrazitkohlenindustrie war der größte Arbeitgeber in der Gemeinde. Der Bergbau wurde bis in die 1960er Jahre betrieben, als die meisten Unternehmen ihre Tätigkeit einstellten. Wilden Bergbau gab es bis 1982 und Tagebau wird vereinzelt noch heute betrieben. Ein Untertagebergwerk etwa fünf Kilometer weiter westlich beschäftigt etwa 40 Arbeiter.
Die Gemeinde war ebenfalls ein Brennpunkt der Aktivität des irischen Bergarbeiterbundes Molly Maguires während der 1860er und 1870er Jahre. Alexander Rea, der Stadtgründer, war eines der Opfer des Geheimbundes. Er wurde am 17. Oktober 1868 außerhalb der Stadt ermordet. Für das Verbrechen wurden drei Personen verurteilt und am 25. März 1878 am County Seat in Bloomsburg gehängt. Während dieser Zeit ereigneten sich weitere Morde und auch Brandstiftungen.
Der Ort wurde durch zwei Eisenbahnen angefahren, der Philadelphia and Reading Railroad und der Lehigh Valley Railroad, wobei letztere die bedeutendere war. Der Eisenbahnverkehr wurde 1966 eingestellt. Der Ort hatte seine eigenen Schulen, einschließlich einer Highschool. In Centralia gab es einst sieben Kirchen, fünf Hotels, zwei Theater, 27 Saloons, eine Bank, ein Postamt und 14 Ladengeschäfte. In der Zeit, in der Centralia vom Anthrazitkohlenbergbau lebte, hatte der Ort eine Bevölkerung von bis über 2000 Einwohnern. Weitere 500 bis 600 Menschen lebten in gemeindefreien angrenzenden Gebieten.

### Kohlebrand

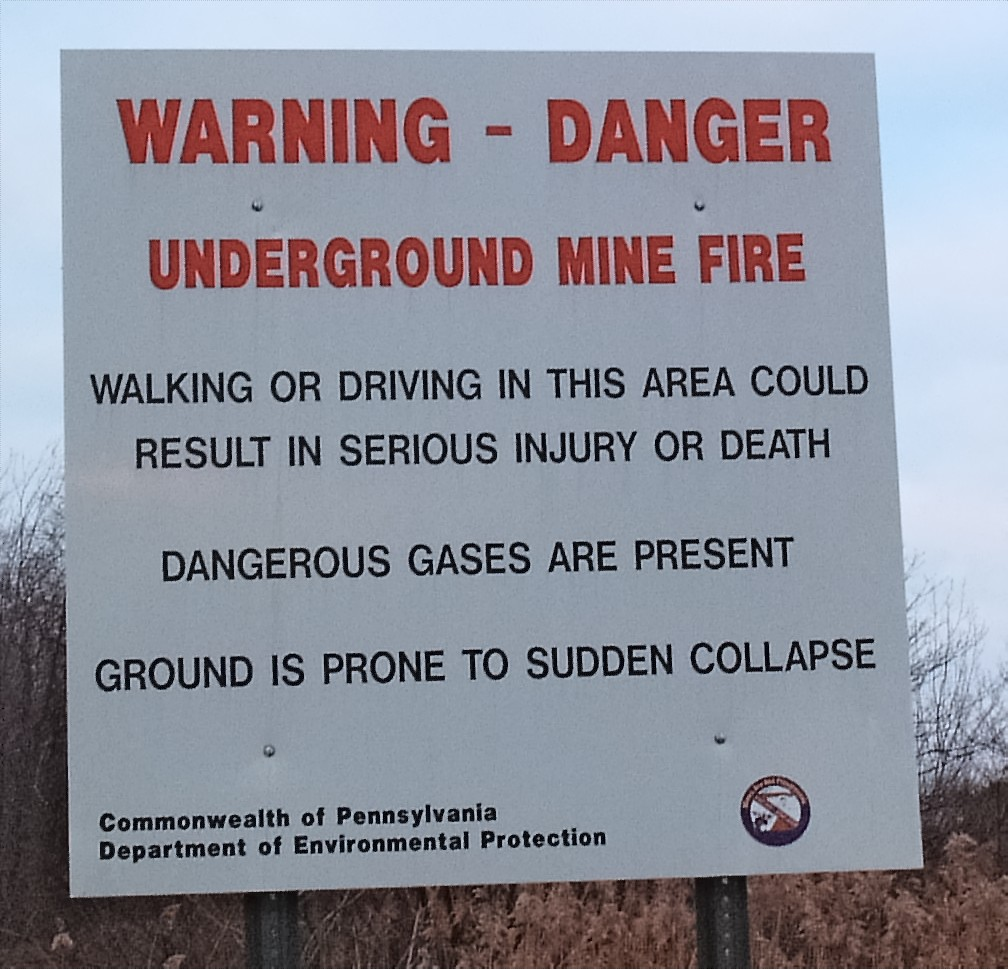
Warnschild am Rande des Sperrgebietes

Zur Entstehung des Kohlebrandes im Jahr 1962 gibt es mehrere Theorien. Eine geht davon aus, dass das Feuer durch das bewusste Entzünden der städtischen Mülldeponie entstand. Fünf Mitglieder der Freiwilligen Feuerwehr Centralia wurden vom Stadtrat beauftragt, vor dem Memorial Day die Deponie durch Verbrennen „aufzuräumen“. Zuvor war die Deponie in einen ausgekohlten Tagebau verlegt worden. Das Feuer sprang nach dieser Theorie auf die Kohle an den Rändern des Tagebaus über und habe sich von dort unter dem Stadtgebiet ausgebreitet. Die Deponie hätte durch eine Tonschicht gegen die Kohlenflöze abgedichtet werden sollen, die Arbeiten waren jedoch nicht abgeschlossen.
Die Bundesbehörden haben seit Mitte der 1960er Jahre einige Versuche unternommen, das Feuer zu ersticken. 1965 bohrten Arbeiter Löcher in den Boden und pumpten 122.500 Tonnen Flugasche und 90.200 Kubikmeter Sand hinein. Mit Baggern und Lastwagen fuhren sie 46.200 Kubikmeter Land ab und versuchten, das Feuer durch einen Wall aus 14.600 Kubikmeter Lehm aufzuhalten, was seine Ausbreitung jedoch nicht eindämmen konnte. Das Feuer überspringt sämtliche Barrieren und frisst sich weiter durch die Kohleflöze. Bis heute wurden über 70 Millionen US-Dollar für Löschversuche ausgegeben, ohne einen dauerhaften Erfolg zu erzielen.
Das Feuer in Centralia ist einer von 112 aktiven Kohlebränden in den USA.

### Gegenwart
Die Behörden planen keine Bekämpfung des Feuers mehr. Wissenschaftler schätzen, dass die vorhandene Anthrazitkohle untertage auf einer Fläche von ca. 15 km² das Feuer noch 100 bis 200 Jahre nähren kann. 2010 existierten noch fünf Haushalte, die den Räumungsklagen widerstehen konnten. Diese Anwohner haben ein Wohnrecht auf Lebenszeit zugestanden bekommen.
Nach neueren Messungen ist die Luftqualität in Centralia genauso gut wie in der entfernt liegenden Stadt Lancaster. Insbesondere gibt es 2015 keine offenen Anzeichen von Bränden mehr, auch keine Rauchentwicklung.
2010 wurden Vorwürfe erhoben, dass die bis 1993 erfolgte zwangsweise Absiedelung der Einwohner nicht erforderlich war, sondern dem Zweck diente, die Grundstücke und damit die Bergbaurechte der Region großen Kohleförderunternehmen zugänglich zu machen. Unter Centralia und den zugehörigen Grundstücken liegen bis zu 21 Kohleflöze aus einer besonders hochwertigen Kohle. Von diesen war nur eines in Brand geraten.

## Rezeption in der Populärkultur
- Centralia wird oft als Vorlage für die fiktive Stadt „Silent Hill“ in der gleichnamigen Videospielreihe zitiert. Das ist nicht korrekt, wie der Art Director des ersten Spiels bestätigte. Centralia war allerdings Vorbild für die Verfilmung von Silent Hill, weil der Regisseur familiäre Verbindungen zu der Stadt hatte[6].
- In einer Folge von Zukunft ohne Menschen wird am Beispiel von Centralia gezeigt, wie die Welt 25 Jahre nach den Menschen aussehen wird.
- In der Folge … und die brennende Stadt der Jugendbuchreihe Die drei ??? und dem darauf basierenden Hörspiel (Folge 166) ist Centralia der Schauplatz der Haupthandlung.
- Dorothee Elmigers Roman Einladung an die Waghalsigen spielt in einer stark an Centralia angelehnten, ebenfalls durch einen Kohlebrand verwüsteten Umgebung.
- Der amerikanische Singer/Songwriter William Fitzsimmons veröffentlichte auf seinem Album Lions ein Lied über Centralia.[7]